# Pseudapis amoenula
Pseudapis amoenula är en biart som först beskrevs av Carl Eduard Adolph Gerstäcker 1870.  Pseudapis amoenula ingår i släktet Pseudapis och familjen vägbin. Inga underarter finns listade i Catalogue of Life.